# Guido Imbens
Guido Wilhelmus Imbens (* 3. září 1963 Geldrop) je nizozemsko-americký ekonom, který se zabývá ekonometrií a statistikou. Je profesorem na Stanford Graduate School of Business na Stanfordově univerzitě, kde vyučuje od roku 2012. V roce 1991 získal doktorát na Brownově univerzitě, následně působil jako pedagog na Harvardu nebo v Berkeley. V roce 2021 mu byla společně s Joshuou Angristem a Davidem Cardem udělena Nobelova pamětní ceny za ekonomii „za jejich metodologický přínos k analýze příčinných vztahů“. Imbens ekonomii obohatil zejména zohledněním tzv. přirozených experimentů, na něž je ekonomie na rozdíl od věd přírodních odkázána, neboť experimenty umělé by byly neetické. Vytvořil matematické nástroje na to, jak přirozené experimenty interpretovat, a definoval i omezení tohoto postupu.